# دميترو فيريتينوف
دميترو فيريتينوف (مواليد 10 يناير 1983) هو سبّاح أوكراني، مثّل بلاده في الألعاب الأولمبية الصيفية 2004.

## روابط خارجية
دميترو فيريتينوف على موقع الاتحاد الدولي للسباحة (الإنجليزية)
- دميترو فيريتينوف على موقع أوليمبيديا (الإنجليزية)